# Университет Виктории
Университе́т Виктории (англ. The University of Victoria) — (сокращенное наименование UVic) государственный научно-исследовательский университет, расположенный в городе Виктория, Британская Колумбия, Канада.
Был основан в 1903 году как филиал Университета Макгилла и первоначально назывался Колледжем Виктории. Долгое время был филиалом Университета Британской Колумбии. Статус Университета Виктории он получил в 1963 году. 
Ежегодно в университете обучаются свыше 22 000 студентов (около 18 000 по программе бакалавриата, и свыше 3000 по магистерской программе). Кампус UVic площадью 1,63 км² обеспечивает общежитиями более 3200 студентов, при этом существенная часть пространства посвящена природе.
UVic — третий по величине исследовательский университет Британской Колумбии и крупнейший центр изучения океанографии в Канаде.
UVic со своими программами землеведения и океанографии, географии, физики, английской литературы и права, занимает высокие места в мировых рейтингах. Он входит в первую десятку многопрофильных университетов Канады с 2010 года, занимая, согласно авторитетному Maclean’s Magazine,  первые и вторые места в течение восьми лет подряд. Университет Виктории также занимает первое место по всей стране и двадцатое в международном рейтинге Times Higher Education’s среди высших учебных заведений, основанных до 50 лет назад. В мировом рейтинге, UVic находится в списке Топ-200, входя в один процент ведущих университетов мира. Высшая позиция (173 место) в мировом рейтинге была достигнута в 2010 году.
Университет Виктории известен программами «co-op» (оплачиваемой производственной практикой студентов в известных компаниях). У UVic ведущая роль в VENUS и NEPTUNE — национальных глубоководных проектах по обследованию морского дна. В университете также распроложено несколько исследовательских центров: Тихоокеанский Институт Математических Исследований, Compute Canada, Канадский океанский исследовательский университет, WestGrid. 
Более сорока членов Королевского Общества Канады — выпускники Университета Виктории.
Команды Victoria Vikes (более известные как UVic Vikes или просто Vikes) представляют университет в сообществе Канадского Межуниверситетского Спорта (CIS) в ряде спортивных соревнований, а также через различные межвузовские лиги. Vikes добились особых успехов в гребле, баскетболе и регби.

## История
Колледж Виктории, преемником которого является университет, был основан в 1903 году при участии Университета Макгилла. В 1920 году колледж стал филиалом Университета Британской Колумбии. В 1963 году учреждение получило автономию и было преобразовано в Викторианский университет.
Предшествующую 60-летнюю историю университета можно разделить на три этапа.
Между 1903 и 1915 годами, Колледж Виктории был связан с Университетом Макгилла, предлагая курсы, аналогичные первому и второму года обучения в Университете МакГилла в области искусства и естественных наук.
В 1915 году, через несколько лет после открытия Университета Британской Колумбии Колледж Виктории временно приостановил свою деятельность в области высшего образования.
В 1920 году, Колледж Виктории начал второй этап своего развития, возродившись как филиал Университета Британской Колумбии. Хотя он всё еще находился в ведении Школьного Совета Виктории, колледж был полностью отделён от общеобразовательной школьной системы Виктории, и переехал в 1921 году в особняк Dunsmuir Mansion, известный как Craigdarroch Castle.

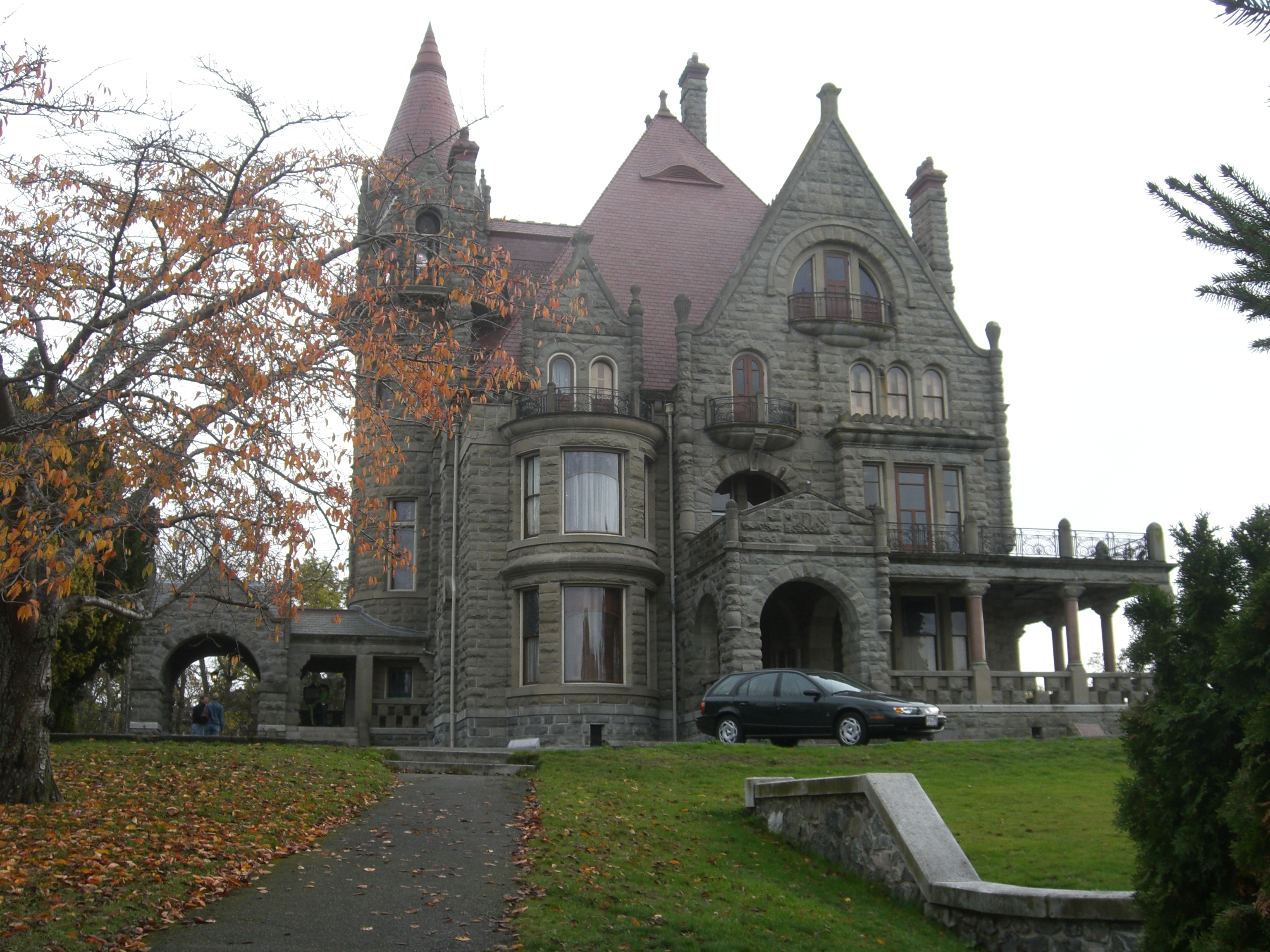
Former Home of the University

В течение следующих двух десятилетий, Колледж Виктории заслужил репутацию хорошего места для обучения в области искусства и естественных наук.
Между 1921 и 1944 годами ежегодное зачисление в Колледж Виктории не превышало 250 студентов. Тем не менее, после того, как 1945 году начали возвращаться демобилизованные канадские солдаты, количество заявок выросло до 400, а в следующем, 1946, году — до 600.
Заключительный этап, между 1945 и 1963 годами, был ознаменован переходом от двухлетнего колледжа к полноценному университету. В течение этого периода, колледжем управлял Совет колледжей Виктории, представитель «материнского» Университета Британской Колумбии, Школьный Совет Большой Виктории и Департамент образования Британской Колумбии. Произошло множество изменений материального характера. В 1946 году колледж был вынужден переехать из Craigdarroch Castle в кампус Лэнсдоун, принадлежавший Провинциальной Средней Школе. Школа, учреждение с долгой и почётной историей, присоединилась к Колледжу Виктории в 1956 году как Образовательный факультет. Колледж стремительно развивался, при поддержке Департамента национальной обороны и Компании Гудзонова залива, в районе Gordon Head был приобретен участок площадью 284 акра (1,1 км²). К настоящему времени этот участок расширен до 403 акров (163 га). В 1961 первый выпускник Колледжа Виктории, всё еще аффилированного на тот момент с Университетом Британской Колумбии, был удостоен степени бакалавра.
Учреждение получило свою автономию в 1963 году как Университет Виктории в соответствии с The University Act, которым также был установлен порядок избрания органов управления университетом.
Исторические традиции университета находят свое отражение в гербе, его академических регалиях и флаге. Герб Университета Виктории был зарегистрирован Канадской геральдической администрацией 3 апреля 2001 года. Стилизованные стрижи красного цвета напоминают о ранней принадлежности к Университету Макгилла. Синий и золотой цвета показывают связь с Университетом Британской Колумбии. Девиз на вершине герба написан на иврите и переводится как «Да будет свет»; девиз в нижней части герба выполнен на латинском языке, и означает «Множество мудрых это здоровье мира».

## Факультеты и программы
Обучение на степень бакалавра в Университете Виктории ведется на факультетах (школах), список которых приведен ниже:
- Факультет естественных наук, который включает кафедры: Математики, Физики, Статистики, Химии, Наук об океане (океанографии), Астрономии, Науки о Земле, Биохимии, Биологии и Микробиологии;
- Образовательный факультет;
- Факультет инжиниринга, который включает департаменты: Биомедицинского, Гражданского, Компьютерного, Электротехнического, Механического и Программного проектирования, а также Департамент компьютерных наук;
- Факультет изобразительного искусства, который включает департаменты: Истории искусств, Музыки, Писательского дела, Театральный, Изобразительного искусства;
- Факультет человеческого и социального развития, включающий в себя департаменты: Детского и молодежного развития, Здравоохранения и общественных услуг, Ухода за больными, Социальной работы, и Государственного управления;
- Факультет гуманитарных наук, в составе которого есть департаменты: Прикладной лингвистики, Японского и китайского языков, Английский, Французский, Германистики, Греческого и латинского языка и литературы, Испанский, История, Итальянский, Японистики, Латиноамериканской литературы и культурологии, Лингвистики, Медиевистики, Средиземноморских исследований, Тихоокеанских и азиатских исследований, Философии, Религиоведение, Славистики, Исследований Юго-Восточной Азии;
- Факультет права, который включает в себя программу обучения на доктора юридических наук;
- Школа бизнеса Питера Б. Густавсона;
- Факультет Общественных наук с кафедрами Антропологии, Экономики, Экологических исследований, Географии, Политологии, Психологии и Социологии.

UVic также предлагает целый ряд междисциплинарных программ бакалавриата, в том числе прикладной этики, искусства Канады, европейских исследований, исследований кино, влияния человека на изменения климата, изучения коренных народов Америки, исследования в области социальной справедливости и взаимоотношения технологий и общества.
В части последипломного образования (получения степени магистра) в университете доступно более 160 программ. Ниже перечислены наиболее популярные программы:
- Естественные науки — включают математику и статистику, физику и астрономию, биохимию и микробиологию, биологию, химию, науки о Земле и Океане, нейробиологию;
- Бизнес — Школа бизнеса Sardul S. Gill, фокусирующаяся на международном бизнесе;
- Образовательная деятельность — обучение педагогической психологии и исследование лидерства, спортивные науки, физическое и санитарное просвещение;
- Инженерия, которая включает компьютерные науки, электротехнику и вычислительную технику, а также машиностроение;
- Изобразительное искусство, которое включает историю искусств, школы музыки, театра, изобразительного искусства и письменности
- Гуманитарные науки;
- Право;
- Общественные науки, в том числе антропология, экономика, экологические исследования, география, политология, психология и социология.

Последипломные программы варьируются от индивидуальных междисциплинарных программ до программ производственной практики «co-op». Кроме того, университет предлагает студентам специализированные варианты научной степени и сертификатов.

## Кампус
Главный университетский городок расположен в районе Gordon Head в районе Большой Виктории. С общей площадью 403 акров (1,63 км²), кампус охватывает границу между муниципалитетами Oak Bay и Саанич. Первоначальный план университетского городка был подготовлен архитектурной фирмой Wurster, Bernardi & Emmons из Сан-Франциско. Общая концепция дизайна, которой до сих пор следуют, заключается в том, что учебные и административные корпуса университетского городка, располагаются внутри кольцевой дороги, которая образует идеальный круг диаметром 600 м (Ring Road). За пределами Ring Road расположены автомобильные стоянки, здание Студенческого союза, общежития, спортивные сооружения, а также некоторые из учебных учреждений, которые являются более автономными.
Университет предлагает общежития для более чем 3200 студентов. Доступны разнообразные формы жилья, в том числе корпуса одно- и двухместными комнатами (площадью около 10 и 14 кв.м. соответственно), Cluster Housing (коттеджи с четырьмя одноместными спальнями), квартиры-студии и квартиры с гостиной комнатой и спальней, а также семейное жилье. Четыре здания в одном из старейших жилых комплексов в университете названы по именам Эмили Карр, Артур Карри, Маргарет Ньютон, Дэвид Томпсон. Строительство комплекса Южная Башня было завершено в январе 2011 года. Самым большим общежитием по количеству мест является Ring Road Hall, которое вмещает 294 человек и разделено на три крыла. Кампус также становится все более дружественным к велосипедистам.
Большая часть университетской территории посвящена природе, в частности Сады Финнерти и Мистик Вэйл — заросший лесом овраг, площадью 4,4 га. Кампус является местом обитания для оленей, сов, белок и многих других диких животных. Большая популяция домашних кроликов, которые, вероятно, произошли от брошенных домашних животных, было особенностью университетского городка в прошлые годы. В мае 2010 года университет начал избавляться от кроликов, поскольку они наносили большой ущерб университетским газонам. Местные ветеринары предложили выполнить стерилизацию самцов кроликов. С июля 2011 года, территория кампуса UVic свободна от кроликов. 900 кроликов были отправлены в приюты или позже были переведены в частный заповедник в провинции Альберта.

## Библиотечная и музейная системы
Библиотечная система Университета Виктории является второй по величине в Британской Колумбии и состоит из трёх библиотек на территории учебного заведения:
- Центр обучения Уильяма С. Мирнса/Библиотека МакФерсона;
- Юридическая библиотека Дайаны М. Пристли;
- Обучающая библиотека МакЛарена.

Библиотечная система претерпела значительный рост в последние годы благодаря инвестициям Университета в библиотечные закупки и исследования.
Среди основных артефактов, хранящихся в библиотеках университета, стоит отметить бесценную коллекцию предметов из Императорской Японии и оригинальные рукописи Святого Епифания. Университет также может похвастаться большим количеством документов по истории колониальной Виктории и колонии острова Ванкувер. Продвигается программа по оцифровке библиотеки, которая тем самым становится все более доступной широкому кругу читателей по всему миру. Коллекция библиотек UVic включает обширные цифровые ресурсы, более 2 миллионов книг, 2,3 миллиона единиц в цифровом формате, а также подписные издания, звуковые записи, ноты, фильмы, видео и архивные материалы.
В Университете Виктории находится Музей образовательного наследия, в котором собраны экспонаты, имеющие отношения к истории развития образования. Коллекция состоит из рукописей, текстов, фотографии, аудио-визуальные материалы, планы уроков, плакаты, колокольчики, бутылки чернил, авторучки, столы, карты, спортивная одежда, фотографии и школьные ежегодники, используемые в детских садах и школах Канады с середине 1800-х и до 1980-х годов.
Университет Виктории имеет две коллекции произведений (собственно Коллекция Университета и Коллекция Малтвуд), которые выставляются в Выставочной галерее Университетского Центра. Университетская Коллекция, основанная в 1953 году д-ром Хикманом, ректором Колледжа Виктории (1953—1963), состоит из 6000 работ, в основном современных художников, практикующих в Британской Колумбии. Художественный музей и галерея Maltwood, основаны по завещанию английской скульптора и антиквара Кэйтрин Эммы Малтвуд (1878—1961). Коллекция из 12 000 произведений изобразительного и декоративно-прикладного искусства включает в себя восточную керамику, костюмы, ковры, английскую мебель семнадцатого века, канадские картины и собственные скульптуры миссис Малтвуд.

## Исследовательская работа
Согласно данным Re$earch Infosource в 2010 году UVic возглавил рейтинг исследовательских университетов Канады и опередил  другие комплексные университеты в Канаде в двух из трёх показателей эффективности исследований за последнее десятилетие: роста наукоёмкости и роста отдачи от исследований.
- Технологический парк острова Ванкувер (VITP)

Расположенный на территории Большой Виктории Технологический парк острова Ванкувер занимает площадь в 35 акров (14 Га). Это самый крупный технологический центр в Британской Колумбии среди принадлежащих университетам. Он позволяет университету работать с ведущими технологическими и биомедицинскими компаниями, одновременно предоставляя студентам уникальные возможности для исследований. Лаборатории Технологического парка фокусируется на исследовании топливных элементов, новых средствах массовой информации, беспроводной передаче данных и биотехнологии.
- Станция морских исследований Бамфилд

На западном побережье острова Ванкувер Университет поддерживает станцию, осуществляющую проведение морских научных исследований. Данный объект эксплуатируется в сотрудничестве с Университетом Британской Колумбии, Университетом Саймона Фрейзера, Университетом Альберты и Университетом Калгари. Студенты Университета Виктория имеют полный доступ к научным исследованиям и обучению на этом объекте.
- Океанское судно SEOS

В 2011 университет в сотрудничестве с правительством провинции закупил и модернизировал океанское судно, способное запускать глубоководные батискафы и проводить морские биологические исследовательские экспедиции большой дальности.
- Проекты VENUS/NEPTUNE

В университетской Школе наук о Земле и Океане также расположены научно-исследовательские институты, работающие над проектами VENUS и NEPTUNE, в рамках которых производятся наблюдения за сейсмической и океанической активностью и отслеживаются изменения климата.
- Юридический центр UVic

Юридический центр университета предоставляет бесплатную юридическую помощь незащищенным слоям населения, а также участвует в решении важных экологических вопросов в Британской Колумбии.

## Поступление
Прием в Университет Виктории основан на селективной академической системе.
Заявки на текущий учебный год необходимо подать до 31 января.
UVic требует от заявителей представить по электронной почте (на примере учеников выпускного класса школы, поступающих на программу бакалавриата):
- оценки за три последних года обучения;
- мотивационное письмо/эссе;
- две рекомендации от преподавателей;
- копию результатов теста IELTS (для иностранных студентов);

а также оплатить сбор за рассмотрение документов.
Затем, в течение 3-4 месяцев кандидату выдается либо предварительное согласие, либо отказ.
Для получения окончательного согласия абитуриенту необходимо выслать в университет заверенную и переведенную копию аттестата и подлинник результатов теста IELTS, а также оплатить сборы за бронирование места в общежитии, если требуется. Иностранным студентам гарантируется размещение в общежитии на период первого года обучения.
В случае положительного решения студенту высылается приглашение для получения учебной визы. Также студент обязан оплатить расходы, связанные с обучением, проживанием и питанием (если применимо) за первый семестр (сентябрь — декабрь). Расходы за второй семестр оплачиваются, как правило, до середины ноября. Средняя стоимость обучения для иностранных студентов в 2014/15 учебном году составила около 16 000 канадских долларов за год (два семестра), для канадских резидентов данная сумма примерно в 4 раза ниже. Проживание в общежитии за тот же период (одноместное размещение), включая план трёхразового питания, составляет около CAD9000, из которых питание занимает приблизительно CAD2300-2400 (ряд столовых в рамках этого плана предлагают для студентов 50 % скидку). Двухместное размещение приблизительно на CAD1000 дешевле.

## Галерея

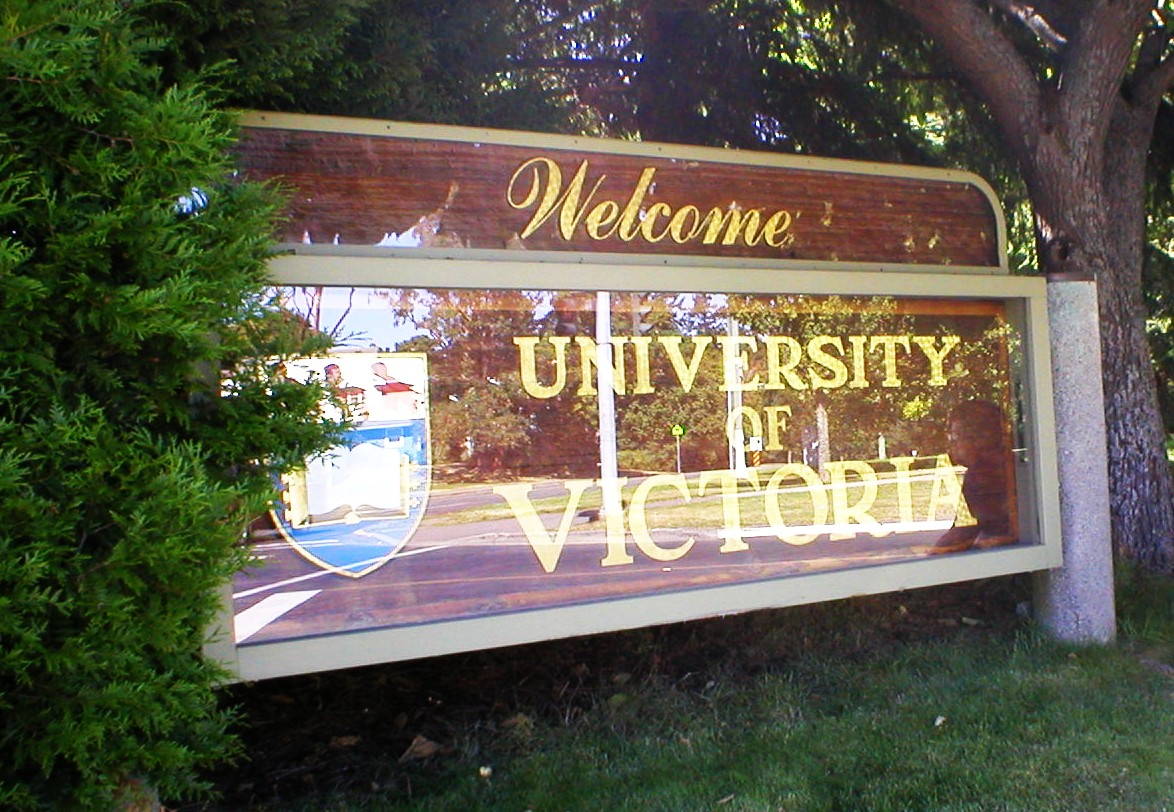
Вход в университет Виктории
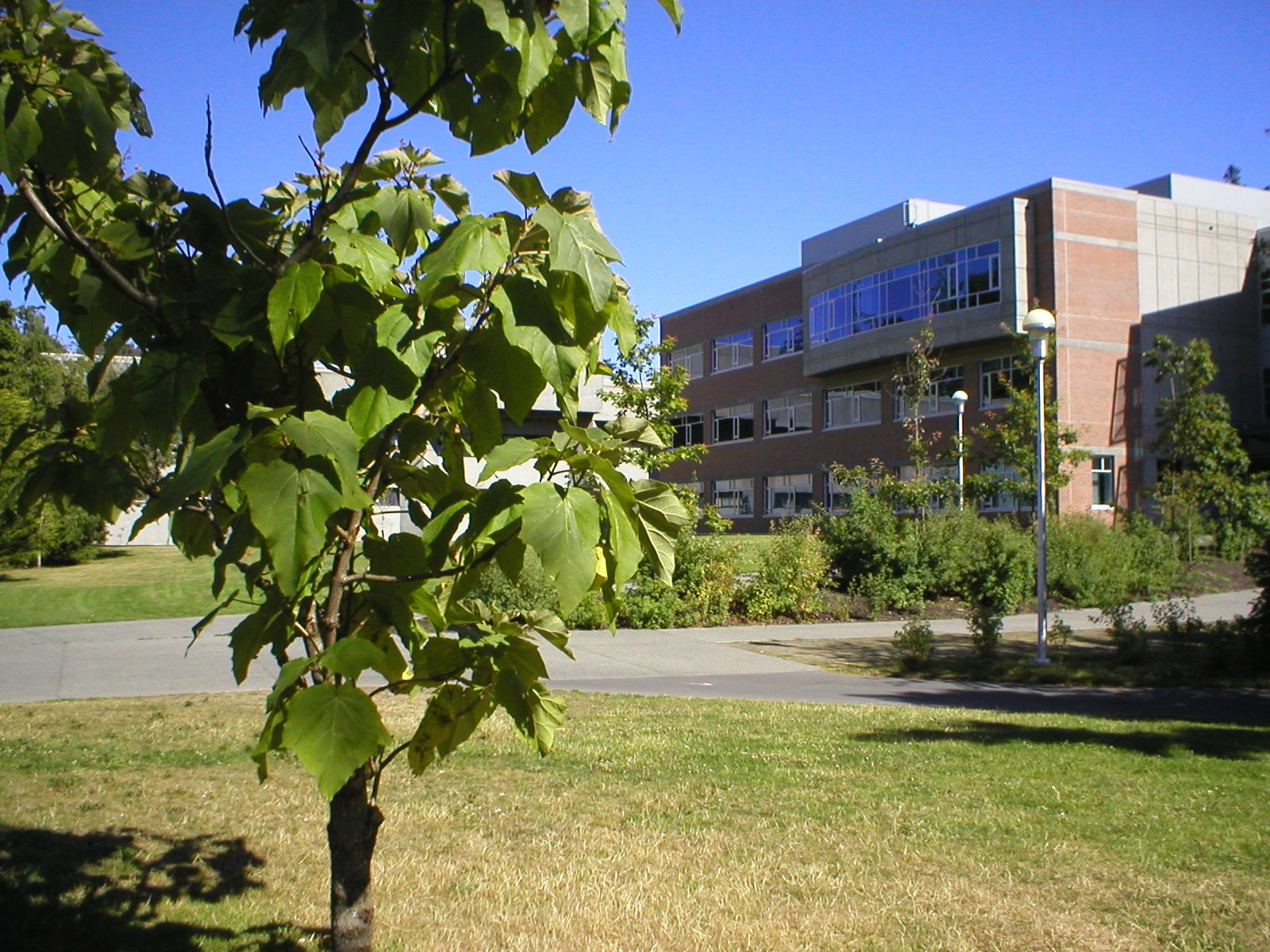
Дом медицинских наук
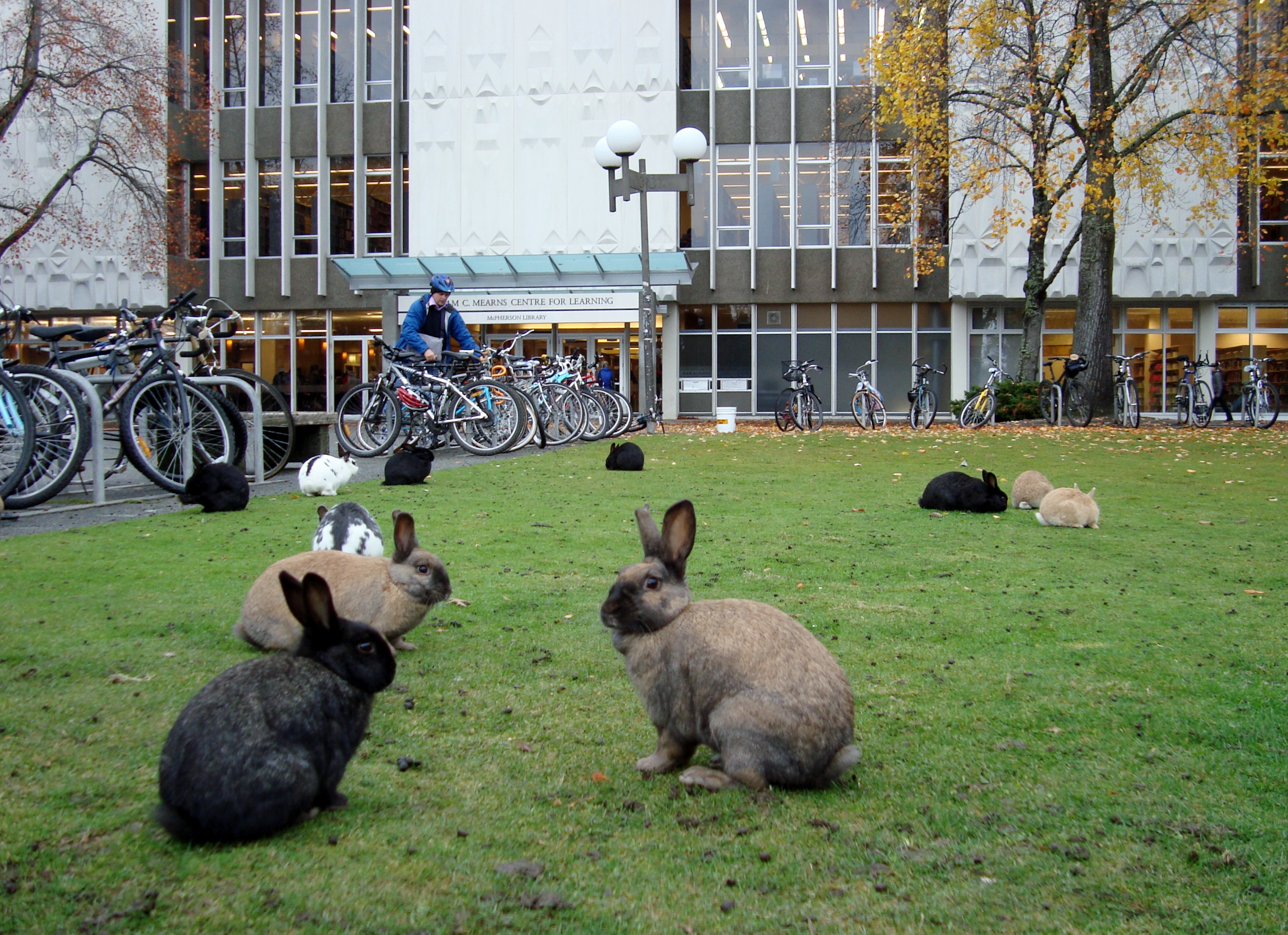
Зайчики университета Виктории